# Lady Frankenstein
Lady Frankenstein és una pel·lícula de terror italiana en anglès de 1971 dirigida per Mel Welles i escrita per l'escriptor Edward di Lorenzo. És protagonitzada per Rosalba Neri (amb el pseudònim de Sara Bey), Joseph Cotten, Mickey Hargitay i Paul Müller.

## Argument
El baró Frankenstein (Cotten), assistit pel Dr. Marshall (Müller), crea un monstre usant el cos d'un home en implantar-li el cervell i el cor d'un assassí que va ser executat en la forca. El monstre mata al seu creador i escapa del castell, matant a qualsevol que es creui enfront d'ell.
Tania (Neri), la filla del baró, incita a Marshall a admetre albergar sentiments romàntics per ella. Ella respon al seu afecte, però diu que encara que el cos de Marshall és vell, troba atractiu el cos del jove servent, l'atractiu però moderadament discapacitat intel·lectualment Thomas (Masé). La «solució» a aquesta situació seria trasplantar el brillant cervell de Marshall al cos sa de Thomas. Després que Tania trasplanta amb èxit el cervell de Marshall al cos de Thomas, Marshall/Thomas també posseeix una fortalesa sobrehumana per fer front a la fúria assassina de la primera criatura, la qual cosa porta a tots dos a una confrontació.

## Repartiment
- Rosalba Neri: Tania Frankenstein.
- Joseph Cotten: el barón Frankenstein.
- Paul Muller (actor): el Dr. Charles Marshall.
- Peter Whiteman: la criatura.
- Herbert Fux (en): Tom Lynch, un lladre de tombes.
- Mickey Hargitay: el capità Harris.
- Lorenzo Terzon: l'assistent de Harris (acreditat com Lawrence Tilden).
- Marino Masé: Thomas Stack (sense acreditar)[1].
- Renate Kasché: Julia Stack (acreditada com Renata Cash).

## Producció
La pel·lícula va ser finançada en gran part a través d'Harry Cushing, però just abans del començament de la filmació, els bancs italians no van acceptar la carta de crèdit de la companyia cinematogràfica. Els últims 90.000 dòlars d'última hora necessaris per a fer la pel·lícula es van obtenir de New World Pictures de Roger Corman. Els finançadors de la pel·lícula van ser els que van triar a Rosalba Neri com el paper principal de Tania Frankenstein en la pel·lícula.

## Estrena
Lady Frankenstein va ser distribuïda en cinemes a Itàlia per Alexia el 22 d'octubre de 1971.:33 Va recaptar un total de 139 683 000 lires italianes al país.:33 Va ser llançada als Estats Units al març de 1972, on va ser distribuït per New World Pictures.:33, 36

## Recepció
En la seva anàlisi de la pel·lícula, Louis Paul va descriure la pel·lícula com «un híbrid de l'obsessió de les pel·lícules de terror dels anys 70 de Hammer amb la nuesa i el sadisme i l'edat d'or del període gòtic de l'horror italià».
Alguns han postulat que Di Lorenzo pretenia que aquesta pel·lícula presentés una inclinació feminista al gènere del científic boig.